# 赵步唐
赵步唐（1937年2月—2021年1月19日），山西盂县人，中国书法家、山水画家、教育家，西安美术学院中国画系教授，中共党员，中国美术家协会会员，中国书法家协会会员，1958年毕业于西安美术学院并留校任教。曾任西安文史馆馆员，西安美术学院硕士生导师。2021年1月19日上午10时45分，在西安去世，終年84岁。